# Langendorf (Elbe)
Pour l’article homonyme, voir Langendorf.
Langendorf  est une municipalité allemande du land de Basse-Saxe et l'Arrondissement de Lüchow-Dannenberg. En 2014, elle comptait 699 habitants.

## Source
- (de) Cet article est partiellement ou en totalité issu de l’article de Wikipédia en allemand intitulé « Langendorf (Elbe) » (voir la liste des auteurs).